# Neve alle Azzorre
Neve alle Azzore (in portoghese Rabo de Peixe) è una serie televisiva portoghese drammatica creata e scritta da Augusto Fraga, nato nel 1978, omonimo di Augusto Fraga, prodotta da UKBAR Filmes, diretta da Augusto Fraga e Patrícia Sequeira.
Presentata in anteprima il 26 maggio 2023 sulla piattaforma di streaming Netflix, la serie ha raggiunto il 10º posto nella classifica mondiale delle visualizzazioni di Netflix il 29 maggio 2023 e il 7° il 30 maggio 2023, entrando nella Top 10 in 33 Paesi.
Il 15 giugno 2023, la serie viene rinnovata per una seconda stagione.

## Trama
La storia è ambientata nel villaggio azzorriano di Rabo de Peixe, quando una tonnellata di cocaina arriva a riva, cambiando completamente la vita degli abitanti. Eduardo, un giovane pescatore, e i suoi amici iniziano a vendere la cocaina. Ma una tonnellata di cocaina non passa inosservata e i nostri protagonisti dovranno affrontare i proprietari della droga, la polizia e una serie di personaggi imprevedibili in una pericolosa avventura senza ritorno.

## Episodi
| nº | Titolo originale           | Titolo italiano                | Pubblicazione  |
| -- | -------------------------- | ------------------------------ | -------------- |
| 1  | Tempestade                 | La tempesta                    | 26 maggio 2023 |
| 2  | Lei da oferta e da procura | Domanda e offerta              | 26 maggio 2023 |
| 3  | Terra treme                | La terra trema                 | 26 maggio 2023 |
| 4  | Pela boca morre o peixe    | A volte è meglio tacere        | 26 maggio 2023 |
| 5  | Ninguém foge de uma ilha   | Non si può fuggire da un'isola | 26 maggio 2023 |
| 6  | O canto do cisne           | Il canto del cigno             | 26 maggio 2023 |
| 7  | Isto não é a América       | Questa non è l'America         | 26 maggio 2023 |

## Personaggi ed interpreti

### Cast principale[7]
- José Condessa: Eduardo
Il pescatore, colui che ha creato il "cartello azoriano"
- Helena Caldeira: Sílvia
La fidanzata di Rafael
- André Leitão: Carlos
Il miglior amico del collettivo
- Rodrigo Tomás: Rafael
Ex calciatore e pescatore, nonché fidanzato di Silvia
- Maria João Bastos: l'ispettrice
Inviata da Lisbona come capo della Polizia Giudiziaria
- Albano Jerónimo: Arruba
Il boss della gang nelle Azzorre
- Afonso Pimentel: Ian
Un fotografo e spacciatore
- Kelly Bailey: Bruna
La ragazza di Ian ed amica di Silvia
- Pêpê Rapazote: Zio Joe
Il pescatore emigrato in America che ha creato una ditta di lattine di pesci
- Francesco Acquaroli: Monti
Uno dei membri della mafia italiana
- Adriano Carvalho: Geremia
Papà di Eduardo; è cieco; dalla 4ª puntata della prima stagione si è operato agli occhi
- Marcantonio Del Carlo: Francesco Bonino
Uno dei membri della mafia italiana

### Cast ricorrente
- Dinarte de Freitas: Zé do Frango
- Salvador Martinha: Estagiário
- João Pedro Vaz - Banha
- Luísa Cruz: Valentina
- David Medeiros: Lavrador
- Miguel Damião: Padre Antonio
- Benedita Pereira: Elvira
- Romeu Bairos: Sandro G
- Rafael Morais: Morcela
- José Medeiros: Prigioniero
- Daniela Ruah - Fátima
- Tomás Furtado de Melo - Polizia n. 1
- Keven Santos: Agente di polizia n. 2
- Luís Henrique Matos: Marcelino
- Frederico Amaral: Rusty
- Maria João Falcão - Gisela
- Ana Lopes: la reporter
- Nelson Cabral - Impiegato dell'hotel

## Una storia vera
La serie TV si basa vagamente su una storia vera. Nel 2001, a Rabo de Peixe è stata portata a riva un'ingente quantità di cocaina. Molti abitanti del villaggio decisero di sperimentare la droga. Poiché non erano troppo abituati e la coca era molto pura, un numero significativo di loro finì in ospedale per overdose, altri addirittura morirono. Altri ancora vendevano la roba a 25 euro per ogni bicchiere di birra pieno. La vicenda ha lasciato il segno: molti abitanti di Rabo de Peixe sono ancora dipendenti.